# Weber (enota)
Weber (oznaka Wb) je izpeljana enota v sistemu SI za merjenje magnetnega pretoka.
Imenuje se po nemškem fiziku Wilhelmu Eduardu Webru (1804 – 1891).
1 Wb je enak 1 Vs:
{\displaystyle \mathrm {1\,Wb=1\,V\,s} =1T.m^{2}=1J/A\,}
Oznake pomenijo naslednje
- V enota za napetost (volt)
- s enota za čas (sekunda)
- tesla enota za gostoto magnetnega polja
- m enota za dolžino (meter)
- J enota za delo in energijo
- A enota za električni tok (amper)

Enoto 1Wb/m2 imenujemo tesla.

## Definicija
Weber je magnetni pretok, ki pri enem navoju, povzroči napetost 1V, ko se pretok enakomerno zniža do nič v 1 s.
V CGS sistemu se uporablja enota maxwell (oznaka Mx):
{\displaystyle 1Wb=10^{8}Mx\,}